# Niculaie Goia
Niculaie Goia (n. 10 aprilie 1952, orașul Teiuș, județul Alba) este un general de armată, care a îndeplinit funcția de director adjunct al SIE (2004-2005). 

## Biografie
Niculaie Goia s-a născut la data de 10 aprilie 1952, în orașul Teiuș (județul Alba). A fost absolvent al liceului teoretic din Cugir. A urmat cursurile Facultății de Istorie-Filozofie, secția Sociologie din cadrul Universității București (1972-1976), fiind coleg cu viitorul director al SIE, Gheorghe Fulga, apoi cursuri postuniversitare la Academia de Studii Economice din București (1996–1997). Din anul 2003 este doctorand la Facultatea de Sociologie a Universității București.  
Conform Anuarului Diplomatic și Consular, Niculaie Goia a lucrat între anii 1976-1979 ca cercetător științific la Institutul de Economie Mondială. Începând din anul 1979 a fost încadrat în Ministerul Afacerilor Externe, îndeplinind funcția de secretar III la Ambasada României în R.P.D.Yemen (1979-1983). La 2 septembrie 1986 a primit gradul diplomatic de secretar I în cadrul MAE, fiind detașat la Ambasada României în Republica Islamică Iran (1986-1990). 
În anul 1990 a fost încadrat în Serviciul de Informații Externe (SIE), pe postul de director al Direcției de Relații Externe, apoi șef al Directiei Operative. Revine în diplomație pe postul de consilier diplomatic la Ambasada României în Japonia (1991-1995).  
În anul 1997 a fost încadrat în Serviciul de Informații Externe (SIE) ca șef al Direcției de Cooperare Euroatlantică și Relații Externe (1997-2004) și de director adjunct al SIE, cu rang de secretar de stat (2004-2005). El a fost înaintat pe rând la gradele de general de brigadă (cu o stea) la 8 februarie 2002  și general de armată (cu 4 stele) la 18 noiembrie 2005, grad cu care a fost trecut în rezervă tot atunci . Nu există informații publice cu privire la acordarea gradelor de general maior (cu două stele) și general locotenent (cu trei stele)
În urma Hotărârii CSAT nr. 142 din 18 noiembrie 2005, președintele Traian Băsescu i-a eliberat din funcție și i-a trecut în rezervă pe toți cei patru directori adjuncți ai SIE - generalii Marcel Alexandru, Niculaie Goia, Dan Chiriac și Constantin Rotaru.  
În paralel cu activitatea din cadrul SIE, între anii 2001-2005, Niculaie Goia a susținut o serie de conferințe și prelegeri în cadrul Masteratului de Securitate de la Facultatea de Sociologie a Universității București, pe teme de decizie politică și securitate națională, sistemul de securitate națională din România, business intelligence, globalizare și securitate, cooperare regională etc. A prezentat de asemenea comunicări științifice la diverse conferințe și simpozioane internaționale pe teme de geopolitică și globalizare, securitatea Balcanilor în secolul XXI, cooperare regională: valoare adăugată la securitatea spațiului euro-atlantic etc.
În anul 2006 a obținut gradul diplomatic de ministru plenipotențiar, fiind trimis la 21 martie 2007 ca ambasador al României în Emiratele Arabe Unite.  
După cum afirmă fostul adjunct al directorului Direcției de Informații Externe (DIE) din perioada comunistă, Ion Mihai Pacepa, generalul Niculaie Goia a lucrat ca ofițer acoperit al Securității: "Pe 18 noiembrie 2005 a avut loc un alt eveniment ce poate fi considerat epocal, cel puțin pentru România: foștii ofițeri de securitate au fost retrași din conducerea serviciului românesc de informații externe. Generalii Marcel Alexandru, Niculaie Goia, Dan Chiriac și Constantin Rotaru, trecuți acum în rezervă, sunt (...) cu totul alți oameni decât înainte. Recent, activitatea lor a stârnit aplauze la Washington. Dar vremea lor, ca și a mea, a trecut. (...) Atât timp cât serviciile secrete ale României vor fi conduse de foști ofițeri de Securitate, ele vor continua să fie ancorate în trecut, nu în viitor."  
Niculaie Goia vorbește foarte bine limba engleză și bine limba franceză. Este căsătorit și are trei fete.
La data de 24 iunie 2023, ambasadorul în Pakistan Niculaie Goia a decedat în urma suferinței de cancer.

## Decorații
Generalul Niculaie Goia a fost decorat cu următoarele ordine:
- Ordinul Național "Serviciul Credincios" în grad de ofițer (2000)
- Ordinul Național "Serviciul Credincios" în grad de comandor (2005)